# Ligne de Clamecy à Nevers
La ligne de Clamecy à Nevers est une ligne ferroviaire française à écartement standard, non électrifiée. Elle relie la gare de Clamecy et celle de Nevers.
Elle constitue la ligne 754 000 du réseau ferré national.
Elle est fermée au trafic des voyageurs, non exploitée de Clamecy à Arzembouy et supporte un trafic fret entre Arzembouy et la gare de Nevers.

## Histoire
La ligne de Clamecy à Nevers, partie d'un itinéraire d'Auxerre à Nevers, est déclarée d'utilité publique par un décret impérial le 14 juin 1861.
La ligne d'Auxerre à Nevers a été concédée à la Compagnie des chemins de fer de Paris à Lyon et à la Méditerranée par une convention entre le ministre secrétaire d'État au département de l'Agriculture, du Commerce et des Travaux publics et la compagnie signée le 1er mai 1863. Cette convention a été approuvée par un décret impérial le 11 juin 1863.

## Projet
Sur la partie non exploitée de Clamecy à Arzembouy, la voie est toujours en place. Le tronçon de Trucy à Varzy préalablement nettoyé par des bénévoles  a été exploité en vélorail  dans les années 2000 et ensuite abandonné.
Un projet de vélorail de Clamecy à Varzy est défendu par Gilles Noël, maire de Varzy.